# Całkiem zabawna historia
Całkiem zabawna historia (ang. It's Kind of a Funny Story) – amerykański dramat komediowy z 2010 roku w reżyserii Ryana Flecka i Anny Boden. Scenariusz do filmu powstał na podstawie książki Neda Vizziniego pod tym samym tytułem.

## Opis fabuły
16-letni Craig Gilner (Keir Gilchrist) w ostatniej chwili rezygnuje z popełnienia samobójstwa i udaje się do szpitala, by tam szukać pomocy. Chłopiec zwierza się doktorowi Mahmoudowi (Aasif Mandvi) i mówi, że potrzebuje natychmiastowej pomocy, dzięki czemu zostaje zarejestrowany na tygodniowy pobyt w szpitalu na oddziale psychiatrycznym. Dowiadujemy się, że Craig jest pod ogromną presją w swojej szkole średniej, Executive Pre-Professional (opartej na znajdującej się na Manhattanie szkole Stuyvesant High School), ze względu na upływający termin składania aplikacji na prestiżową szkołę letnią, swoje słabe osiągnięcia i życie w cieniu swojego najlepszego przyjaciela, Aarona (Thomas Mann), który uważany jest za dobrego we wszystkim, i ze względu na swojego ojca, który naciska na niego by był najlepszy. Początkowo nastolatek nie jest przekonany co do słuszności podjętej przez siebie decyzji, głównie ze względu na obawę przed tym, że jego koledzy dowiedzą się gdzie jest, gdy opuści szkołę kilka dni z rzędu. Szczególnie zależy mu na dziewczynie o imieniu Nia (Zoë Kravitz), jego sympatii i dziewczynie Aarona. Zostaje umieszczony w oddziale dla dorosłych, gdyż oddział dziecięcy jest w trakcie renowacji.
Craig poznaje Bobby'ego (Zach Galifianakis), dorosłego pacjenta, który twierdzi, że jest tu tylko na wakacjach, i bierze Craiga pod swoje skrzydła. Podczas rozmowy w grupie Craig dowiaduje się, że Bobby jest zestresowany nadchodzącą rozmową o przeniesienie go do domu grupowego. Gdy Bobby żali się, że jedyne co ma i co ubierze na rozmowę jest sweter, który ma na sobie, Craig oferuje mu jedną z koszuli swojego ojca, na co Bobby przystaje. Sposób, w jaki Craig pomógł Bobby'emu, spodobał się Noelle (Emma Roberts), innej nastoletniej pacjentce, która trafiła tu z powodu samookaleczenia. Dziewczyna zostawia chłopakowi liścik z informacją o spotkaniu. 
Podczas swojego pobytu Craig zaprzyjaźnia się z wieloma pacjentami, między innymi z Bobbym i Noelle. Craig dowiaduje się, że Bobby jest ojcem małej dziewczynki i znalazł się na oddziale, gdyż próbował popełnić samobójstwo aż sześć razy. Chłopiec stara się pomóc Bobby'emu z jego problemami, a w zamian Bobby pomaga mu zdobyć się na odwagę, by zaprosić Noelle na randkę. Pewnej nocy niespodziewanie na oddziale pojawia się Nia, która uświadamia Craiga, że zerwała z Aaronem. Craig zaprasza ją do swojego pokoju, gdzie ta próbuje go poderwać. Jednak owa dwójka zostaje przyłapana przez Muqtada (Bernard White), starszego pacjenta, który jeszcze nigdy nie opuścił swojego pokoju. Nia wybiega z pokoju, a Craig próbując ją zatrzymać wykrzykuje, że ją kocha, nieświadomy tego, że za jego plecami stoi Noelle. Zdenerwowana i smutna Noelle ucieka, upuszczając autoportret, który chciała mu dać.
Craigowi ostatecznie udaje się przekonać Noelle, aby mu wybaczyła i oboje wymykają się ze swojego piętra i biegają po całym szpitalu, by na koniec wyjść na jego dach. Tam, gdy Craig w końcu próbuje zebrać się na odwagę, by zaprosić Noelle, przejmuje ona inicjatywę i zaprasza go na koncert, po czym zaczynają się całować. Później, gdy Craig spotyka się z psychiatrą wyjaśnia, że chce zostać artystą i powinien być wdzięczny za to, że jego problemy nie są tak ogromne jak innych osób na oddziale. Tej samej nocy Craig organizuje imprezę z pizzą i obiecuje pokryć jej koszty tak, by inni mieli szansę pożegnać go i Bobby'ego, gdyż oboje mieli zostać wypisani następnego dnia. Dzwoni do Aarona prosząc go, by przyniósł jedną, konkretną płytę winylową. Podczas spotkania dowiaduje się, że próbują z Nią poradzić sobie ze swoimi problemami w związku. Podczas imprezy Craig odtwarza wspomnianą płytę, która okazuje się zawierać egipską muzykę, dzięki czemu Muqtada wychodzi ze swojego pokoju. Craig rozmawia z Bobbym i twierdzi, iż powinni się oni spotkać już na zewnątrz, na co jego rozmówca przystaje i dziękuje mu za okazaną pomoc.
Rano Craig pyta się Smitty'ego, gdzie jest Bobby i dowiaduje się, że wyszedł wczesnym rankiem. Chłopak jest lekko zawiedziony, ale cieszy się, że on i Bobby wywarli na sobie takie wrażenie. Po swoim wyjściu Craig zaczyna spotykać się z Noelle, jego przyjaźń z Aaronem i Nią (którzy nadal są razem) polepsza się, a on sam rozpoczyna realizację swojego celu zostania artystą.

## Obsada
- Keir Gilchrist jako Craig Gilner
- Emma Roberts jako Noelle
- Zach Galifianakis jako Bobby
- Viola Davis jako dr Minerva
- Zoë Kravitz jako Nia
- Thomas Mann jako Aaron Fitzcarraldo
- Ajakoif Mandvi jako dr Mahmoud
- Bernard White jako Muqtada
- Lauren Graham jako Lynn Gilner
- Jim Gaffigan jako George Gilner
- Matthew Maher jako Humble
- Adrian Martinez jako Johnny
- Jeremy Davies jako Smitty
- Willian Silvan jako Willian
- Mary Birdsong jako była żona Bobby'ego
- Novella Nelson jako Profesor
- Morgan Murphy jako Joanie
- Dana DeVestern jako Alissa Gilner
- Laverne Cox jako pacjent-transwestyta
- Ethan Herschenfeld jako Gość na kwasie

## Produkcja

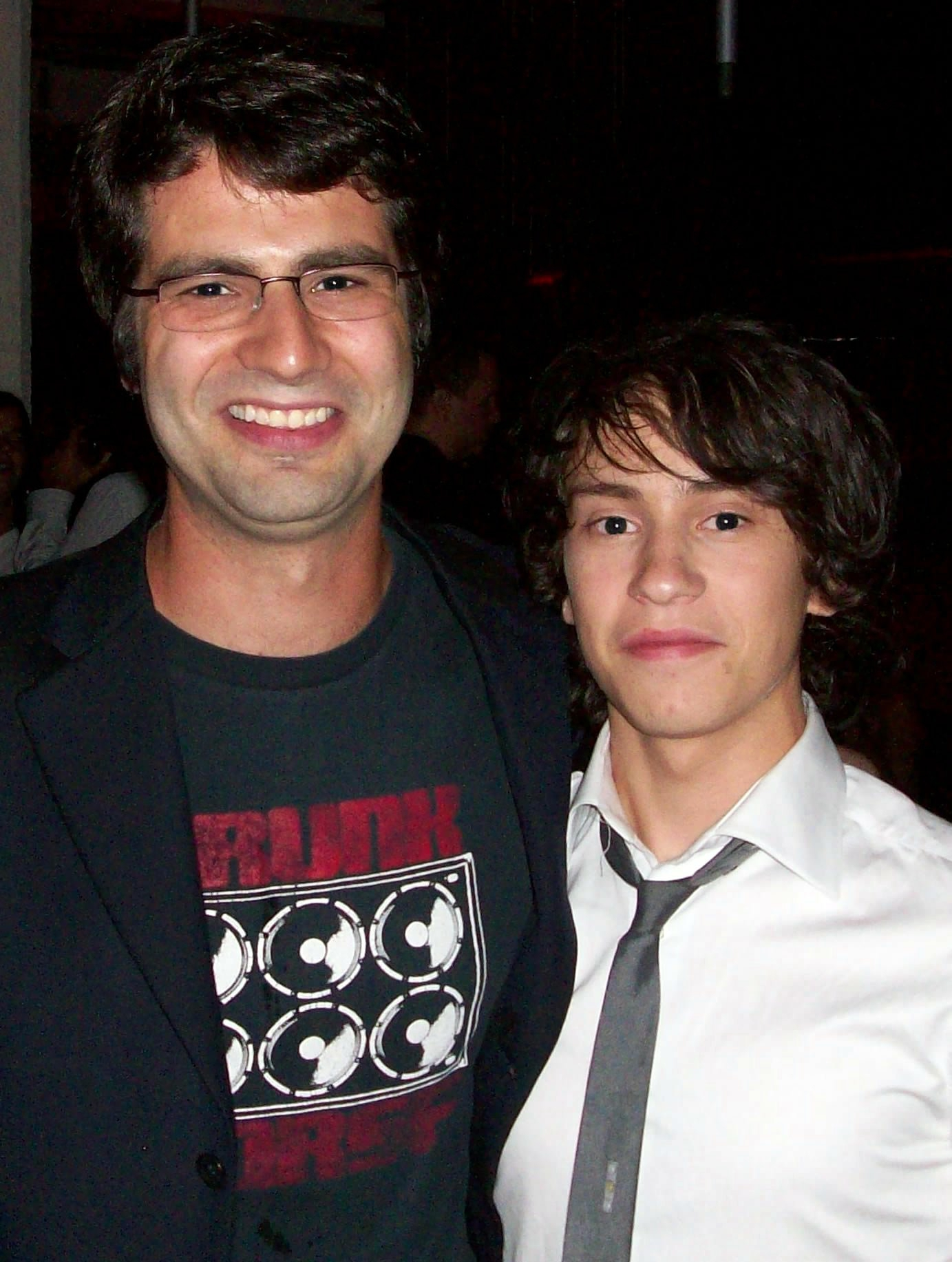
Ned Vizzini, autor powieści, i Keir Gilchrist, główny bohater w filmie, w 2010 roku na Międzynarodowym Festiwalu Filmowym w Toronto.

W maju 2006 roku Paramount Pictures i MTV Films nabyły prawa do powieści. Anna Boden i Ryan Fleck zostali zatrudnieni zaadaptować sztukę. Prawa do filmu zostały następnie przekazane na rzecz Focus Features.
Produkcja rozpoczęła się w Nowym Jorku w dniu 30 listopada 2009. Zdjęcia trwały sześć tygodni i zakończyły się 2 lutego 2010 roku. Akcja filmu rozgrywa się w fikcyjnej szkole średniej Executive Pre-Professional High School i były nagrywane w Poly Prep Country Day School w Brooklynie, podczas gdy Woodhull Medical Center w Brooklynie robił za szpital Argenon.
13 maja 2010 roku zakończono montaż filmu. Kanadyjski zespół indierockowy Broken Social Scene pracował nad muzyką do filmu.

## Wydanie
Film pierwotnie miał zostać pokazany tylko w kilku kinach w Stanach Zjednoczonych 24 września 2010 roku. Focus Features później zdecydowało się jednak na wydanie filmu w około 500 kinach w całych Stanach Zjednoczonych i wyznaczyło datę premiery na 8 października 2010 roku. Film miał swoją premierę na Międzynarodowym Festiwalu Filmowym w Toronto w 2010 roku.
Równocześnie z premierą filmu Hyperion Books wydało nową edycję powieści, która na swej okładce zawierała kadry z filmu.

## Inne wydania
Całkiem zabawna historia została wydana na DVD i Blu-Ray 8 lutego 2011 roku.

## Recenzje
Film zdobył głównie same pozytywne oceny od większości krytyków. Na Metacritic, który używa średniej wyliczanej z oceny różnych profesjonalnych krytyków, film na 100 punktów uzyskał 63 punkty, bazując na 33 recenzjach, co oznacza "Głównie przychylne recenzje". Użytkownicy ocenili film na 7.6 punktów na 10, co oznacza również "Głównie przychylne recenzje". Agregator recenzji filmowych Rotten Tomatoes podał, że 58% z 125 krytyków dało Całkiem zabawnej historii pozytywną ocenę, co przekłada się na 6 punktów na dziesięć możliwych, a doszli oni do wniosku, że "Jest przyjemny i zaskakująco dobrze odskoczył od banałów komedii rozgrywanych w zakładach psychiatrycznych, ale patrząc na utalentowaną obsadę i reżyserów film powinien być czymś więcej niż tylko lekko zabawnym.".